# Dicercomyzidae
De Dicercomyzidae vormen een familie van haften (Ephemeroptera).

## Geslachten
De familie Dicercomyzidae omvat slechts het volgende geslacht:
- Dicercomyzon Demoulin, 1954